# Карбонара ди По
Карбона̀ра ди По (на италиански: Carbonara di Po, на местен диалект: Carbonèra, Карбонера) е село в Северна Италия, община Боргокарбонара, провинция Мантуа, регион Ломбардия. Разположено е на 14 m надморска височина.